# Les Aventuriers de Koh-Lanta
Vous pouvez aider à l'améliorer ou bien discuter des problèmes sur sa page de discussion.
- Il n'est pas vérifiable et peut contenir des informations totalement erronées. Il est fortement conseillé aux contributeurs d'étayer son contenu par des sources fiables. Sans cela, sa suppression pourrait être envisagée. (si vous venez d'apposer le bandeau, veuillez cliquer sur ce lien pour créer la discussion et en afficher les indications). (Marqué depuis avril 2018)

- Archive Wikiwix
- Bing
- Cairn
- DuckDuckGo
- E. Universalis
- Gallica
- Google
- G. Books
- G. News
- G. Scholar
- Persée
- Qwant
- (zh) Baidu
- (ru) Yandex
- (wd) trouver des œuvres sur Wikidata

Vous pouvez aider à l'améliorer ou bien discuter des problèmes sur sa page de discussion.
- Il ne cite pas suffisamment ses sources. Vous pouvez indiquer les passages à sourcer avec {{référence nécessaire}} ou {{Référence souhaitée}}, et inclure les références utiles en les liant aux notes de bas de page. (Marqué depuis avril 2018)
- Son texte doit être wikifié : il ne correspond pas à la mise en forme Wikipédia (style, typographie, liens internes, liens entre les wikis, etc.). (Marqué depuis janvier 2024)

- Archive Wikiwix
- Bing
- Cairn
- DuckDuckGo
- E. Universalis
- Gallica
- Google
- G. Books
- G. News
- G. Scholar
- Persée
- Qwant
- (zh) Baidu
- (ru) Yandex
- (wd) trouver des œuvres sur Wikidata

Les Aventuriers de Koh-Lanta est la 1re saison régulière de l'émission de téléréalité Koh-Lanta, diffusée sur la chaîne de télévision française TF1 en access prime time du 4 août 2001 au 22 septembre 2001. Elle est présentée par Hubert Auriol et tournée en Thaïlande sur l'île de Ko Lanta (le tournage a eu lieu en réalité en février et mars 2001 plus exactement dans le parc national de Mu Koh Lanta, sur le petit archipel des îles de Ko Rok Nok et Ko Rok Nai situé à 26 km au sud de Koh Lanta mais aussi dans le parc national de Hat Chao Mai à proximité, île de Koh Kradan[source insuffisante]...).

## Caractéristiques de la saison
Dans leur kit de survie, les candidats ont 50 g de riz par jour et par personne, 2 litres d'huile, 1 kg de farine, 10 boîtes de conserve, une poêle, une casserole, deux machettes, une hache, une cuillère en bois, une pelle, une nasse, une pelote de ficelle et du savon,.

## Tournage
Hubert Auriol est le présentateur de l'émission. Denis Brogniart officie en tant que voix-off.
Cet archipel est constitué de deux îles Koh Lanta Noi et Koh Lanta Yai. Les plages ne sont constituées que de sable blanc.[source insuffisante]

## Audiences et diffusion

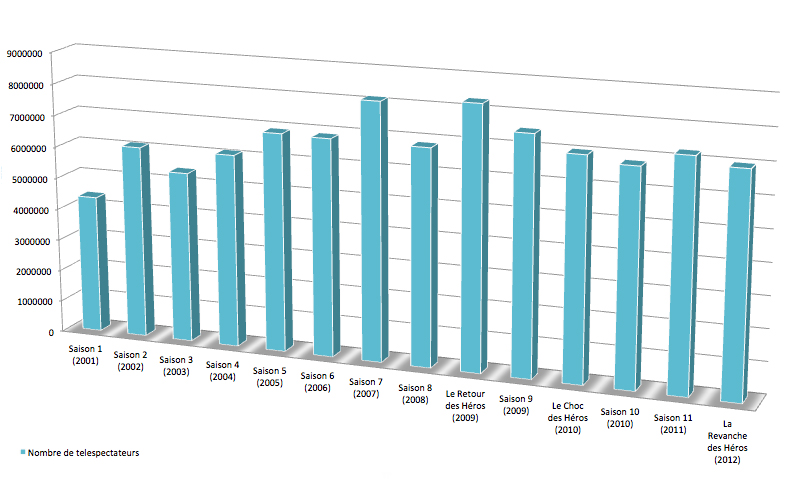
Importance des audiences de la saison 1 par rapport aux audiences des autres saisons 2001 à 2012.

| Émission | Jour de diffusion         | Nombre de téléspectateurs | Part de marché sur les 4 ans et plus | Référence             |
| -------- | ------------------------- | ------------------------- | ------------------------------------ | --------------------- |
| 1        | Samedi 4 août 2001        | 4 228 800                 | 38,6 %                               | [source insuffisante] |
| 2        | Dimanche 5 août 2001      | 4 651 680                 | 40 %                                 | [source insuffisante] |
| 3        | Samedi 11 août 2001       | 3 500 000                 | 37,2 %                               | [source insuffisante] |
| 4        | Dimanche 12 août 2001     | 4 100 000                 | 41,5 %                               | [source insuffisante] |
| 5        | Samedi 18 août 2001       | 4 070 220                 | 35 %                                 | [source insuffisante] |
| 6        | Dimanche 19 août 2001     | 5 761 740                 | 44,5 %                               | [source insuffisante] |
| 7        | Samedi 25 août 2001       | 3 964 500                 | 38,5 %                               | [source insuffisante] |
| 8        | Dimanche 26 août 2001     | 4 810 260                 | 44,2 %                               | [source insuffisante] |
| 9        | Samedi 1er septembre 2001 | 4 651 680                 | 39,5 %                               | [source insuffisante] |
| 10       | Dimanche 2 septembre 2001 | 5 603 160                 | 42,2 %                               | [source insuffisante] |
| 11       | Samedi 8 septembre 2001   | 5 021 700                 | 37,3 %                               | [source insuffisante] |
| 12       | Samedi 15 septembre 2001  | 4 545 960                 | 33,7 %                               | [source insuffisante] |
| 13       | Samedi 22 septembre 2001  | 5 286 000                 | 39,7 %                               | [source insuffisante] |

Légende :
- plus hauts scores d'audiences
- plus bas scores d'audiences